# Розум Олег Федорович
Оле́г Фе́дорович Ро́зум (* 16 серпня 1934, Київ) — професор, кандидат технічних наук, дійсний член Академії інженерних наук України.

## Життєпис
Народився 16 серпня 1934 р. у м. Києві.
Закінчив інженерно-технологічний факультет Українського поліграфічного інституту (УПІ) ім. Івана Федорова у м. Львові в 1958 р.
1958—1969 рр. працював у видавництві «Радянська Україна» на посадах інженера-технолога, начальника цеху, головного технолога, заступника головного інженера філії.

## Наукова та викладацька діяльність
1969—1970 рр. — завідувач лабораторії ВНДІХімпроект, 1970—1975 рр. — головний інженер Київської філії ДІПРОНДІПоліграф.
З 1973 р. у Московському поліграфічному інституті захистив дисертаційну роботу «Исследование физико-механических и физико-химических свойств фотополимерных печатных форм» на здобуття наукового ступеня кандидата технічних наук. Робота була виконана під керівництвом Б. В. Коваленка.
З 1975 р. переходить на роботу до Київського вечірнього факультету Українського поліграфічного інституту (УПІ) ім. Івана Федорова (потім Видавничо-поліграфічний факультет (ВПФ), де працює старшим викладачем, доцентом (з 1979 р.), деканом факультету (1979—1987).
1989—2003 рр. — завідував кафедрою технології поліграфічного виробництва ВПФ НТУУ «КПІ».
З 1994 по 2002 р. — головний редактор часопису «Друкарство», член редакційних колегій, науковий редактор ряду наукових журналів та збірників.
З 2003 року професор кафедри технології поліграфічного виробництва Видавничо-поліграфічного інституту Національного технічного університету України «Київський політехнічний інститут».

## Творчий доробок
Автор та співавтор понад сто наукових та навчально-методичних праць, серед яких книги:
- Фотополимерные печатные формы (у співавторстві, 1978);
- Таємниці друкарства (1980);
- Тиражестойкость форм высокой печати (у співавторстві, 1985);
- Печатные формы из фотополимеризующихсяч материалов (у співавторстві, 1987);
- Физико-химические основы тиражестойкости печатных форм (1989);
- Управление тиражестойкостью печатных форм (1990);

має авторські свідоцтва на винаходи.
Під його керівництвом захистили кандидатські дисертації п'ять аспіранти.

## Нагороди та відзнаки
Нагороджений медалями:
- Медаль «За доблесну працю. В ознаменування 100-річчя з дня народження Володимира Ілліча Леніна»
- Медаль «Ветеран праці»
- Медаль «У пам'ять 1500-річчя Києва»
- «Медаль Жукова»

Інші відзнаки:
- Почесна грамота Президії Верховної Ради УРСР
- Почесна грамота Ради Міністрів України